# باری (کمون)
باری (به فرانسوی: Barie) یک کمون (فرانسه) در فرانسه است که در canton of Auros واقع شده‌است. باری ۵٫۳۳ کیلومتر مربع مساحت دارد ۱۳ متر بالاتر از سطح دریا واقع شده‌است.